# Santiago Cafiero
Santiago Cafiero (n. 30 august 1979, San Isidro⁠(d), Buenos Aires, Argentina) este un politolog și politician argentinian, fost șef al cabinetului de miniștri al președintelui Alberto Fernández, în perioada 10 decembrie 2019 - 20 septembrie 2021. În prezent este ministrul argentinian al afacerilor externe, al comerțului exterior și al cultelor.

## Copilăria și educația
Santiago Andrés Cafiero este fiul lui Juan Pablo Cafiero, ministru al dezvoltării sociale în timpul președinției lui Fernando de la Rúa în 2001, și al Maríei Luisa Bianchi. Bunicul său, Antonio Cafiero, a deținut numeroase funcții politice importante, inclusiv pe cea de guvernator al Buenos Airesului, și, pentru scurt timp a fost și el șef al cabinetului de miniștri în timpul președinției lui Eduardo Camaño.